# 남해일
남해일(南海一, 1947년 4월 13일(78세) ~ )은 대한민국의 제25대 해군참모총장을 지낸 군인이다.

## 학력
- 선미초등학교
- 평해중학교
- 후포고등학교
- 1972년 대한민국 해군사관학교 26기
- 1975년 대한민국 육군보병학교 수료
- 1975년 대한민국 공군방공포병학교 수료
- 1976년 미국 버지니아 종합군사학원 졸업
- 1976년 미국 미주리 종합군사학원 졸업
- 1978년 대한민국 해군대학 졸업
- 1981년 미국 육군지휘참모대학교 수료
- 1983년 미국 해군참모대학교 수료
- 1996년 국방대학원 행정학 석사 수료
- 2002년 한남대학교 대학원 안보국방정책학과 행정학 석사

## 경력
- 1991년 7월 제주함장(호위함/FF-958)
- 1993년 1월 해군본부 인력계획처장
- 1997년 7월  목포해역방어사령관
- 1999년 1월 연합사 인사참모부장
- 1999년 11월 제2함대사령관
- 2000년 12월 작전사 부사령관
- 2001년 5월 해군본부 인사참모부장
- 2001년 11월 국방부 인사복지국장
- 2003년 4월 해군 교육사령관
- 2005년 3월 29일 ~ 2006년 11월 17일 : 해군참모총장

## 진급
- 1972년 소위 임관
- 1996년 7월 준장
- 1999년 10월 소장
- 2004년 10월 중장
- 2005년 3월 대장

## 상훈
- 1979 보국포장
- 1992 대통령 표창
- 1999 보국훈장 천수장
- 2000 미국 공로훈장 (Legion of Merit)